# 草嶼 (白沙鄉)
草嶼，位於台灣海峽，是澎湖群島的一部分，行政區劃隸屬於中華民國澎湖縣白沙鄉員貝村。草嶼為無人島，周圍海域擁有豐富的漁業資源，並且是當地漁民的傳統作業區域。

## 地理環境
草嶼位於澎湖本島的西北方，鄰近員貝嶼，屬於澎湖離島之一。該島地勢平緩，四周海域水流較強，主要由玄武岩構成，沿岸可見豐富的潮間帶生態。

## 生態與環境保護
由於草嶼無人居住，該島的生態環境較少受人為破壞，擁有良好的自然景觀。澎湖縣政府與相關保育單位已針對澎湖群島的生態環境進行保護，草嶼周邊海域亦被列為生態保護區的一部分。
該島的潮間帶棲息有大量的藤壺、海星及多種貝類，且為黑嘴端鳳頭燕鷗的棲息地之一。由於海鳥繁殖季節需要安靜的環境，當局已實施限時登島管制，以確保鳥類繁殖成功率。

## 歷史與人文
草嶼在歷史上曾作為漁民的短暫休息地，考古發掘顯示，該島可能在清代曾有漁民臨時搭建小型茅屋避風。此外，由於周圍海域漁產豐富，傳統上被當地漁民視為重要的漁場之一。

## 旅遊與活動
雖然草嶼為無人島，但當地政府允許特定時間內的生態旅遊活動，並需申請登島許可。登島遊客可進行浮潛、生態觀察等活動，但須遵守相關保護規定。

## 外部連結
- 澎湖縣政府官方網站
- 澎湖縣觀光局